# Breezy (album)
Breezy è il decimo album in studio del cantante statunitense Chris Brown, pubblicato il 24 giugno 2022.

## Composizione
Brown ha iniziato a lavorare all'album in concomitanza con la pubblicazione del precedente Indigo, incidendo circa 250 canzoni tra le quali ha infine selezionato quelle entrate effettivamente a far parte dell'album. L'artista ha dichiarato di aver lavorato all'album con l'intenzione di parlare di amore da più punti di vista e di includere anche canzoni classicamente R&B, creando infine un progetto a suo avviso più indirizzato verso un pubblico femminile che verso un pubblico maschile.

## Tracce
1. Till the Wheels Fall Off (feat. Lil Durk e Capella Grey) – 5:11
2. C.A.B. (Catch a Body) (feat. Fivio Foreign) – 4:23
3. Pitch Black – 2:54
4. Possessive (feat. Lil Wayne e Yung Bleu)
5. Addicted (feat. Lil Baby) – 3:38
6. Call Me Every Day (feat. Wizkid) – 2:26
7. Closure (feat. H.E.R.) – 3:03
8. Need You Right Here (feat. Bryson Tiller) – 3:11
9. Sex Memories (feat. Ella Mai) – 3:31
10. Hmhmm (feat. EST Gee) – 3:24
11. Psychic (feat. Jack Harlow) – 3:40
12. Show It (feat. Blxst) – 3:10
13. Sleep at Night – 3:39
14. Passing Time – 3:39
15. WE (Warm Embrace) – 3:54
16. Forbidden – 3:38
17. Bad Then a Beach (feat. Tory Lanez) – 3:00
18. Survive the Night – 3:07
19. Dream – 3:10
20. Slide – 2:33
21. Harder – 3:08
22. On Some New Shit – 2:50
23. Luckiest Man – 2:30

Tracce bonus
1. Iffy – 2:53

## Classifiche
| Classifica (2022) | Posizione massima |
| ----------------- | ----------------- |
| Australia         | 6                 |
| Canada            | 7                 |
| Irlanda           | 41                |
| Norvegia          | 10                |
| Nuova Zelanda     | 2                 |
| Paesi Bassi       | 6                 |
| Regno Unito       | 6                 |
| Stati Uniti       | 4                 |
| Svizzera          | 9                 |